# Шача (приток Нёмды)
Шача — река в Галичском и Антроповском районах Костромской области России, правый приток Нёмды. Длина — 83 км, площадь водосборного бассейна — 429 км². 
Исток — в урочище Кордон, северо-западнее деревни Комарово, устье — в 89 км от места впадения реки Нёмды в Горьковское водохранилище на Волге у деревни Долгирино. Река течёт на юго-восток, русло крайне извилистое. Долина реки заселена, Шача протекает через множество небольших деревень Антроповского района.

## Притоки
(указано расстояние от устья)
- 13 км: река Щученка (лв)
- 74 км: река Небаровка (лв)

## Данные водного реестра
По данным государственного водного реестра России относится к Верхневолжскому бассейновому округу, водохозяйственный участок реки — Волга от города Кострома до Горьковского гидроузла (Горьковское водохранилище), без реки Унжа, речной подбассейн реки — Волга ниже Рыбинского водохранилища до впадения Оки. Речной бассейн реки — (Верхняя) Волга до Куйбышевского водохранилища (без бассейна Оки).
Код объекта в государственном водном реестре — 08010300412110000014015.